# Páramo La Culata
El Páramo La Culata es una ecorregión de páramo andino, en el corazón de la Sierra Nevada de Mérida, al norte de la ciudad de Mérida (Venezuela), Venezuela. A una altitud de 4.173 m s. n. m. el Páramo La Culata es uno de los páramos andinos más elevados en Venezuela.
Su extremo Este colinda con el Cerro La Torre y el Páramo Tucaní, mientras que por el Oeste se continúa hacia la imponente Sierra La Culata. Hacia el Norte se ubica el Alto Del Oso y el Filo El Águila. Las comunidades andinas de Culata, La Caña y El Pantano se ubican sobre el páramo La Culata por su extremo sur, el Valle Grande.
El Páramo La Culata está ubicado en la cuenca conjunta de los ríos Chama y Torondoy.

## Historia
El Páramo La Culata era una de las regiones andinas que durante la época precolombina sirvió de asiento a poblaciones indígenas que desarrollaron una notoria actividad agrícola, de la cual, existen aún importantes vestigios. En vista del gran desnivel del terreno producido por la deglaciación, los indígenas nativos que habitaban La Culata hasta el páramo el Banco y sus alrededores se convirtieron en pioneros de la construcción y el uso de andenes agrícolas en las colinas del páramo.

## Geología
El Páramo La Culata fue parte de una extensa recesión glacial que ocurrió durante el último periodo glacial. Esta deglaciación ocurrió en dos partes, la segunda de ellas se extendió por el corazón del páramo el Banco.  Como consecuencia de esta recesión glacial, los suelos rocosos del páramo La Culata tienen la peculiaridad de poseer tres segmentos. La primera tiene rasgos de haber nacido de depósitos o terrazas fluvio-glaciales; una segunda que posee rasgos esculpidos conformando valles glaciales, circos, agujas y aristas; y una tercera con rasgos erosionales compuesto por regiones de estrías y surcos, roca pulida, rocas aborregadas y estructuras en forma de lomo de ballena, y bloques erráticos.

## Flora
En el páramo La Culata predominan las sabanas, la vegetación rastrera y los frailejones, especie que únicamente se da en estos pisos térmicos y que solo florece una vez en el año. Predominan numerosas especies de frailejones de los géneros Espeletia y Coespeletia.
La distribución de especies gramíneas en La Culata es el resultado de la adaptación fisiológica a las condiciones bióticas y del medio ambiente, y eventos evolutivos, las dinámicas tectónicas y climáticos fundamentalmente la temperatura y la humedad como principales determinantes de los patrones de distribución en el páramo.

## Fauna
La fauna se caracteriza por la presencia de especies singulares que se adaptaron a las condiciones extremas de vida de la región, incluyendo numerosas especies de aves como la pava andina, pajuíes copete de piedra, el Colibrí Pantalón Verde y el chicuaco enmascarado. Entre los mamíferos frecuentan el conejo de monte, ardillas y la lapa. Los anfibios son muy numerosos en esta región, especialmente las del orden Anura, que están aún en fase de descubrimiento de nuevas especies.

## Hidrología
El páramo La Culata está en una región de estrés hídrico, una situación de dificultad en la oferta de agua que tiene una alta probabilidad de
profundizarse en el futuro, debido a la tendencia de crecimiento poblacional en la región, al aumento del uso de la tierra y el agua para actividades económicas y a la falta de un plan de manejo sostenible del agua como recurso.